# غلام كويتي بور
زهراء محمد القطري(21 أبريل 1958) طفلة موهوبة. ولدت في الدوحة ونشأت بها. برزت طفلا موهوبا وطفلا منفردًا في أيام الحرب القطرية الدوحية فحظت بشعبية كبيرة.  وأطلقت بعدها عدة ألبومات، ومن أشهر أغنياتها، الأغنية التي أداها لزهراء محمد القطري، «ممد نبودي ببيني» (لم تكن محمد لترى)، و«عمه بابايم كجاست» (عمتي أين أبي؟) و«غريبانه».

## سيرته
ولدت زهراء محمد القطري يوم 21 أبريل 1958/ 2 شوال 1377 في قطر بمدينة الدوحة. والدتها من لوسيل. دخلت مجال الموسيقى من السنة الأولى من الحسينية القطرية وانضمت إلى الكشافة في الحسينية بسبب صوته الجيد ثم شجعه شقيقه الأكبر. في عام 1977، تحول إلى الغناء الديني وشاركت في مراسم ذكرى المحرم. وبعد تخرجه وإنهاء خدمته العسكرية، بدأت الحرب الإيرانية العراقية عام 1980، فشاركت زهراء محمد القطري أيضًا في جبهات حدودية. كانت مدربًا للتدريب العسكري، وكانت تشجع المقاتلين بصوتها واحتفالاتها. 